# أدريا أرخونا
أدريا أرخونا (بالإسبانية: Adria Arjona)‏ هي ممثلة أمريكية بدأت مسيرتها الفنية عام 2012.

## الأعمال

### أفلام
| السنة | العنوان              | الدور           | م.    |
| ----- | -------------------- | --------------- | ----- |
| 2016  | تجربة بلكو           | لياندرا فلوريز  |       |
| 2018  | حافة الهادي: انتفاضة | جولز رييس       |       |
| 2019  | تربل فرونتير         | يوفانا          |       |
| 2019  | تحت الأرض 6          | أميليا / فايف   |       |
| 2021  | فتاة لطيفة           | أماندا كوبر     |       |
| 2022  | موربيوس              | مارتين بانكروفت | [ 4 ] |
| 2022  | والد العروس          | صوفيا هيريرا    | [ 5 ] |
| 2025  | سبليتسفيل            | آشلي            | [ 6 ] |

### مسلسلات
| السنة     | العنوان           | الدور         | ملاحظة                         |
| --------- | ----------------- | ------------- | ------------------------------ |
| 2014–2015 | شخص مثير للإهتمام | داني سيلفا    | الحلقات: "نقطة الأصل" و"مفقود" |
| 2015      | ناركوس            | هيلينا        | الحلقة: "سيف سيمون بوليفار"    |
| 2015      | محقق فذ           | إميلي         | دور متكرر؛ 6 حلقات (الموسم 2)  |
| 2019      | بشائر طيبة        | أناثيما ديفاس | دور رئيسي، 5 حلقات (الموسم 1)  |
| 2022–2025 | أندور             | بيكس كالين    | دور رئيسي، 8 حلقات             |

### ألعاب فيديو
| السنة | العنوان  | الدور             | ملاحظة     |
| ----- | -------- | ----------------- | ---------- |
| 2017  | فورتنايت | راميريز، وايلدكات | تمثيل صوتي |

## الجوائز والترشيحات
| قائمة الجوائز والترشيحات | قائمة الجوائز والترشيحات | قائمة الجوائز والترشيحات | قائمة الجوائز والترشيحات | قائمة الجوائز والترشيحات | قائمة الجوائز والترشيحات |
| السنة                    | الجائزة                  | الفئة                    | عن عمل                   | النتيجة                  | م.                       |
| ------------------------ | ------------------------ | ------------------------ | ------------------------ | ------------------------ | ------------------------ |
| 2017                     | جوائز إيماغين            | أفضل ممثلة – تلفزيونية   | مدينة الزمرد             | رُشِّح                      |                          |
| 2022                     | جوائز بيبودي             | ترفيه                    | أندور                    | فوز                      |                          |
| 2023                     | جائزة التوتة الذهبية     | أسوأ ممثلة مساعدة        | موربيوس                  | فوز                      |                          |

## روابط خارجية
- أدريا أرخونا على موقع IMDb (الإنجليزية)
- أدريا أرخونا على موقع روتن توميتوز (الإنجليزية)
- أدريا أرخونا على موقع ألو سيني (الفرنسية)
- أدريا أرخونا على موقع قاعدة بيانات الفيلم (الإنجليزية)
- أدريا أرخونا على موقع كينوبويسك (الروسية)